# Pasió de Mègara
Pasió de Megara (en llatí Pasion, en grec antic Πασίων) era un militar grec nascut a Megara que va estar al servei de Cir el Jove i sota les seves ordres va assetjar Milet que seguia lleial a Tisafernes.
Quan Cir va començar l'expedició contra el seu germà l'any 401 aC, Pasió se li va unir a Sardes amb 700 homes. A Tars una part dels seus soldats, i alguns soldats d'un altre general, Xènies de Parràsia, es van posar a les ordes de Clearc, quan aquest va fer un discurs animant als soldats a no abandonar Cir, suposadament per la desafecció dels dos generals al rei i a la guerra. Finalment Cir va permetre que Clearc agafés el comandament d'aquestes forces. Es creu que llavors Pasió i Xènies van desertar quan eren al port fenici de Miriandre i van retornar a Grècia. Cir va renunciar a perseguir-los donant mostres de magnanimitat i es va negar a exercir represàlies sobre les seves dones i fills que eren a la fortalesa de Tral·les, segons diu Xenofont.